# Hamlet (Prokofiev)
Pour les articles homonymes, voir Hamlet (homonymie).
Hamlet op. 77 est une musique de scène composée par Serge Prokofiev en 1937-1938.
Elle a été écrite un an après son ballet Roméo et Juliette également inspiré par une pièce de William Shakespeare et peu avant la musique du film Alexandre Nevski.
Il s'agit d'une commande de Sergei Radlov et l'œuvre fut créé en mai 1938. Prokofiev envisagea un temps d'en faire un opéra mais ce projet n'aboutit pas. Le chef d'orchestre russe Guennadi Rojdestvenski en fit une pièce de concert en 1957.
Prokofiev en a extrait la quatrième partie pour en faire une transcription pour piano, une gavotte op. 77a.
L'œuvre se compose de neuf parties et sa durée d'exécution est d'environ un peu moins d'une demi-heure.
- Le fantôme du père d'Hamlet
- Marche de Claudius
- Pantomime
- Première chanson d'Ophelia
- Deuxième chanson d'Ophelia
- Troisième chanson d'Ophelia
- Quatrième chanson d'Ophelia
- Le chant du creuseur de tombe
- Le triomphe de Fortinbras